# The Last Guardian
The Last Guardian (人喰いの大鷲トリコ?, Hitokui no Ōwashi Torico) è un videogioco action-adventure del 2016, sviluppato dal Team Ico e da SCE Japan Studio e pubblicato da Sony Computer Entertainment in esclusiva per PlayStation 4.
Il gioco condivide elementi stilistici, tematici e meccaniche con Ico (2001) e Shadow of the Colossus (2005).
Il progetto iniziale, secondo l'ideatore Fumito Ueda, avrebbe dovuto prevedere una protagonista femminile. Tuttavia questa idea venne accantonata quasi subito, in quanto certi movimenti del personaggio avrebbero causato scene inappropriate.
Fumito Ueda ha suggerito in modo enigmatico e criptico che The Last Guardian sembra essere ambientato in un piano dimensionale parallelo a Shadow of The Colossus. Come nei precedenti capitoli i dialoghi dei personaggi sono lingue arcaiche incomprensibili, traducibili solo dai sottotitoli.

## Trama
La storia è narrata da un uomo adulto, Ichi, che rievoca la sua avventura infantile con la mitica creatura chiamata Trico.
Da ragazzo, Ichi si risveglia in una caverna sconosciuta, con il corpo segnato da misteriosi tatuaggi. Non è solo: accanto a lui giace un'enorme e bizzarra creatura, ferita da lance e incatenata. Nonostante le storie del suo villaggio che descrivono i Trico come pericolosi mangia-uomini, Ichi non è intimorito e tenta di aiutare l'animale, che inizialmente si mostra ostile. Ichi riesce a estrarre una delle lance, ma il dolore fa reagire Trico, che lo ferisce facendogli perdere i sensi. Al suo risveglio, Ichi, credendo che Trico abbia fame, trova dei barili contenenti un liquido fluorescente a cui la creatura è attratta.
Nutrendo Trico, Ichi guadagna lentamente la sua fiducia e tenta di rimuovere l'ultima lancia. Un movimento brusco di Trico lo sviene nuovamente. Al suo risveglio, Trico è in piedi e Ichi riesce a liberarlo dalla catena. Insieme, esplorano la caverna, trovando una stanza circolare con simboli enigmatici e un sarcofago raffigurante un gigante con uno scudo incastonato. Ichi prende lo scudo, notando la strana reazione di Trico alla sua vista. Lo scudo emana luce e simboli in presenza della creatura e Ichi scopre che può catalizzare i poteri di Trico, che manifesta scariche elettriche dalla coda. Usando questo potere, creano un passaggio e fuggono dalla caverna. All'esterno, Ichi ringrazia Trico, intenzionato a tornare al suo villaggio, ma Trico decide di seguirlo.
Il loro viaggio li conduce a "Il Nido", un complesso di torri fatiscenti collegate da ponti. Comprendono che la cooperazione è la loro unica via d'uscita. Incontrano corridoi con vetrate a forma di occhio che terrorizzano Trico, costringendo Ichi a distruggerle. Giungono in un'enorme sala con un albero luminescente ingabbiato, raffigurante lo stesso occhio. Trico, riluttante, segue Ichi sulla piattaforma sotto l'albero, che improvvisamente pulsa, illuminando le corna di Trico e causandogli grande dolore. Gli occhi della creatura brillano di viola, e in preda al delirio inghiotte Ichi. Un flashback mostra uomini simili a Ichi che si difendono da un attacco e una vista aerea del paesaggio. Ichi si risveglia, lo scudo scomparso, e trova Trico incosciente. Esplorando, incontra armature vuote che si animano e lo attaccano. Le sue grida risvegliano Trico, che distrugge le armature.
Proseguendo, avvistano un altro Trico simile a loro su una torre. Poco dopo, questo Trico li attacca, facendoli precipitare. Ichi si salva aggrappandosi a un ramo e viene recuperato da Trico. Affrontano altre armature con lance e scudi oculari, che paralizzano Trico. Superatele, devono attraversare canali marini, dove Ichi perde i sensi sott'acqua e viene trascinato via. Si risveglia in un sotterraneo. Avvicinandosi a una piattaforma circolare, questa si illumina in sincronia con i suoi tatuaggi. Una gabbia cala dal soffitto, permettendo a Ichi di risalire. Trova Trico dormiente in una sala, ma riconosce l'elmo e l'armatura: è il Trico aggressore. Ichi tenta di evitarlo, ma un ramo spezzato lo sveglia. Si rifugia in fessure rocciose, rimanendo bloccato. Salendo dei rampicanti, raggiunge una gabbia, ma il Trico la fa cadere. Un forte gong richiama la bestia, che fugge. Ichi chiama il suo amico disperatamente. Al suo risveglio, il gong è cessato, ma sente i guaiti di Trico, che lo ritrova scavando il soffitto.
Liberato dalla gabbia, Ichi e Trico fuggono prima che l'altro Trico ritorni. Trovano un'altra gabbia pulsante di luce bluastra, che risveglia altre armature. Trico lo salva, ma l'oggetto nella gabbia lo fa impazzire, e lo inghiotte di nuovo. Un flashback rivela il passato: durante una tempesta, un Trico alato e corazzato atterra in un villaggio, rapendo Ichi dalla sua finestra. Una donna assiste alla scena e dà l'allarme. Gli abitanti attaccano il Trico, che, accerchiato, fugge volando verso "Il Nido", un rifugio montano. Durante il volo, un fulmine ferisce gravemente Trico, facendolo precipitare.
Nonostante la caduta, Trico sopravvive e viene trasportato in un sotterraneo, il luogo del loro primo incontro. In preda ai rantoli, rigurgita Ichi in una bolla verde, rivelando che è stato lui a rapirlo. La valle è "Il Nido", accessibile solo volando. Tornando al presente, Ichi è esausto. Trico lo porta a una pozza d'acqua, dove si riprende. Ricordando il rapimento, Ichi non abbandona Trico. Proseguono attraverso miniere fino a un ponte di legno che conduce a una torre bianca che attrae lo sguardo di Trico. Vetri a forma di occhio terrorizzano Trico. Ichi attraversa il ponte e scopre che la torre non ha entrate, tranne porte azzurre. Trova un piedistallo circolare. Cercando di far cadere i vetri, Ichi viene ipnotizzato da armature golem. Trico supera la sua paura e lo salva, distruggendo le armature, ma il peso eccessivo fa crollare il ponte. Cadono nel vuoto.
Inaspettatamente, Trico apre le ali e si aggrappa a una torre. Ichi capisce che sta guarendo. Arrivano a un ponte mobile, quando ricompare il Trico selvatico, attaccando Ichi. Trico lo difende in un brutale combattimento, venendo ferito. Ichi fa cadere un carrello di massi sul Trico selvatico, rompendogli le corna e costringendolo alla ritirata. Trico crolla a terra, gravemente ferito, e rigurgita lo scudo perduto. Ichi lo nutre con i barili fluorescenti, che sembrano rigenerarlo. Ripresosi, Trico si addormenta con Ichi. Al risveglio, Trico è guarito. Usando lo scudo, Ichi distrugge armature e vetri, liberando il passaggio. Giungono a un'altra "gabbia", ma stavolta Trico resiste alle onde blu e la distrugge con una scarica elettrica. Con lo scudo, attivano i ponti di due torri, permettendo a Trico di volare verso la torre bianca. Vengono attaccati dalle armature, che Trico sconfigge. Usando lo scudo sul piedistallo, entrano nella torre.
I muri interni sono azzurri, con geroglifici e nicchie contenenti armature inattive. Salgono fino a un'enorme sfera bianca sorretta da colonne piene di simboli. Sotto c'è una distesa di barili vuoti. Salendo sulla sfera, raggiungono una pala rotante. Ichi entra nella sfera, trovando una stanza con porte blu e una sfera luminosa pulsante, protetta da una bolla oscura e una gabbia bluastra: "Il signore della valle", che comanda i Trico, una gigantesca antenna. Ichi usa lo scudo per bloccare la pala, permettendo a Trico di raggiungerlo. Trovano una rappresentazione di una testa di falco. Ricompare il suono che aveva richiamato l'altro Trico. L'antenna emana onde sonore e decine di Trico corazzati arrivano volando. Atterrano e rigurgitano nella bocca del falco bolle verdi contenenti corpi neri di bambini con tatuaggi estesi. Dal falco escono barili con il fluido che i Trico mangiano. I Trico attaccano Ichi.
Perso lo scudo, Ichi viene protetto da Trico, ma sopraffatti dal numero, lo aggrediscono. Ichi tenta di recuperare lo scudo, ma viene sbalzato via. Un Trico lo assale, ma Ichi lo evita e risale la torre in volo aggrappandosi al suo piumaggio. Recuperato lo scudo, cerca di aiutare Trico, ma la punta della sua coda viene staccata. Ichi entra nella stanza del signore della valle, usa la coda amputata per distruggere la sfera, che esplode, facendogli perdere conoscenza. L'influenza della sfera cessa, e la luce viola negli occhi dei Trico svanisce. Liberati, i Trico cadono confusi. Ferito, Trico entra nella stanza e recupera Ichi. Tornano sulla piattaforma. La torre bianca si sgretola, così come la stanza del sarcofago. L'antenna crolla. Trico dispiega le ali e vola via, mentre l'altro Trico è al sicuro in una torre sottostante. Raggiunta la cima della valle, Trico depone Ichi a terra, apparentemente morto. Trico lo inghiotte e vola verso il villaggio di Ichi.
Atterrato nel villaggio, Trico viene circondato dagli abitanti armati. Rigurgita Ichi, che tossisce, vivo. Trico spinge delicatamente Ichi verso gli abitanti, che lo soccorrono. Ichi, con le sue ultime forze, chiede a Trico di andarsene per proteggerlo. Trico, con uno sguardo triste, vola via. Ichi adulto narra che quella fu l'ultima volta che vide Trico. Il capo villaggio ritiene che Trico non sia sopravvissuto alle ferite. Tempo dopo, dei bambini trovano lo scudo di Ichi. Ichi adulto li raggiunge e, quella notte, innalza lo scudo verso il cielo, proiettando un fascio di luce verso il Nido. Nella caverna dove si incontrarono, due paia di occhi di Trico si accendono nel buio, seguiti da occhi più piccoli e dal verso di un cucciolo di Trico.

## Modalità di gioco
Come i giochi precedenti Ico (2001) e Shadow of the Colossus (2005), The Last Guardian è in terza persona e combina enigmi ambientali con parti di esplorazione e combattimento. Il giocatore controlla un ragazzino che deve cooperare con una creatura per metà uccello e per metà mammifero, Trico, per risolvere enigmi ed esplorare gli ambienti. Il nome della creatura, Trico (トリコ, Toriko), può essere derivata dal significato di  "prigioniero" (虜, toriko), "piccolo di uccello" (鳥の子, tori no ko), o una parola composta da "uccello" (鳥, tori) e "gatto" (猫, neko).
Il ragazzino può arrampicarsi sulle strutture, portare oggetti come barili e azionare meccanismi come le leve. Le dimensioni e l'agilità di Trico gli permettono di raggiungere aree che il ragazzino non può raggiungere da solo, e combattere contro le guardie che cercano di catturare il ragazzino. Al contrario, ci sono ostacoli che spaventano Trico e che non lo fanno andare avanti e che devono essere rimossi dal ragazzino. Il ragazzino deve anche cercare dei barili per dare da mangiare a Trico quando è affamato, accarezzarlo per calmarlo dopo una battaglia e rimuovere le lance scagliate contro Trico dai nemici.
Con il tempo il ragazzino impara a dare ordini a Trico in modo da sfruttarlo salendo su di lui e raggiungendo posti altrimenti inaccessibili. Sebbene i giocatori siano incoraggiati ad addestrare Trico e a muoversi verso la giusta direzione, le nuove aree possono essere scoperte lasciando Trico vagare da solo.
Se il ragazzino viene catturato dalle guardie, o cade da una grande altezza, il giocatore ritorna all'ultimo checkpoint.

## Personaggi
- Ragazzo (イチ?, Ichi): il protagonista del gioco, nonché alter ego del narratore. Appare come un giovane ragazzino i cui abiti ricordano quelli dei monaci buddhisti e con le braccia tatuate. Viene rapito all'inizio del gioco da Trico come molti altri bambini, detti Prescelti. Per un incidente non subisce il destino degli altri. La squadra di sviluppo non ha mai dichiarato il nome del ragazzo, solo una dichiarazione di Ueda ha dato luce al nome del ragazzo, dicendo solo che il nome si sente udire dagli abitanti nella scena finale quando viene riportato al villaggio da Trico, effettivamente nel momento che uno degli abitanti lo prende in braccio (probabilmente si tratta del padre del bambino) e lo porta fra la folla, si sente in quel preciso momento il nome "Ichi" che si può definire il nome del bambino secondo informazioni dateci dallo stesso Ueda.
- Trico (トリコ?, Toriko): un'enorme creatura simile a una chimera con il corpo e la testa simili a quelli di un gatto, o di un cane, ma completamente ricoperti di piume, degli abbozzi di corna sopra la fronte e un paio di ali. Il nome della creatura è un gioco di parole: infatti può essere inteso nel senso di "prigioniero"  (虜?, toriko) o di "uccellino"  (鳥の子?, tori no ko), ma anche come una parola macedonia tra "uccello"  (鳥?, tori) e "gatto"  (猫?, neko).[4] Sembra avere molta paura di vetri Tiffany in cui è disegnato un occhio gigante. Si scopre non essere l'unico della sua specie e che molti altri suoi simili sono rinchiusi nei sotterranei della città abbandonata. Non sembrano avere un determinato sesso ed è probabile che la razza di Trico sia asessuata.
- Soldati armatura: misteriose armature vuote, piene solo di fumo nero che si muovono liberamente per le antiche rovine. Non è ben chiaro cosa siano in realtà. Il loro aspetto fisico tuttavia riscontra parecchia somiglianza con i colossi di Shadow of the Colossus. Alla presenza del ragazzo-monaco lo attaccano cercando di catturarlo per portarlo all'interno di misteriose porte. Sull'elmo sono presenti delle corna simili a quelle che Trico ha sulla fronte, che brillano di luce verde/azzurra.
- Il Signore della Valle: È la misteriosa entità che permea e controlla il Nido dei Trico dentro alla montagna. Viene presentato verso la fine del gioco come una sfera fluttuante dentro a una gabbia luminescente blu, racchiuso dentro una bolla oscura. Esso è collegato a una grande antenna che manda segnali ai Trico potendoli controllare e che è lui a emanare le potenti onde sonore per richiamare i Trico a sé. Oltre ai Trico può controllare i soldati-armatura e che probabilmente può vedere attraverso di loro. Da alcuni indizi ritrovati sembra che il Signore della Valle sia il misterioso gigante umanoide chiuso dentro al sarcofago all'inizio della storia dove il bambino recuperò lo scudo e che la sfera dentro alla bolla oscura possa racchiudere il suo cervello collegandolo alla gigantesca antenna come supporto vitale. Il sarcofago è la sola prova evidente che il Signore della Valle, non fosse un essere umano e che apparteneva a qualche tipo di razza sconosciuta. Usando l'antenna invia i Trico a rapire bambini in giro per il mondo e a riversarli nel macchinario che collega la sua mente all'antenna, probabilmente allo scopo di nutrirsi o rigenerarsi.

## Sviluppo
The Last Guardian è stato in lavorazione fin dal 2007, anno in cui venne presentato con un trailer in CGI, ma il suo sviluppo è stato molto travagliato. Il gioco è stato annunciato nel giugno del 2009, durante la conferenza di Sony all'E3 2009, con il nome di Project Trico e se ne prevedeva l'uscita per la fine del 2011 come esclusiva PlayStation 3; in seguito ha però sofferto di numerose complicazioni e ritardi, tra cui la separazione di Fumito Ueda da Sony nel dicembre del 2011 (è comunque rimasto a capo del progetto).
Durante il 2014 The Last Guardian non era più considerato una priorità dell'azienda, ma è stato ufficialmente reintrodotto all'E3 2015, in cui è stata annunciata la sua pubblicazione per la fine del 2016 come esclusiva PlayStation 4. All'E3 2016 è stato confermato che il gioco sarebbe stato disponibile nei negozi a partire dal 25 ottobre 2016, ma il 12 settembre seguente ha subìto un nuovo rinvio, questa volta al 6 dicembre.